# 몬테프랑코
몬테프랑코(이탈리아어: Montefranco)는 이탈리아 움브리아주 테르니도에 위치한 코무네다. 페루자로부터 동남쪽 70km, 테르니로부터 북동쪽 10km 거리에 있다.